# Сулейман Стальский (альбом)
«Сулейма́н Ста́льский» — второй студийный альбом музыкального проекта «Коммунизм». Записан в 1988 году Егором Летовым, Константином Рябиновым и Олегом Судаковым. Официально был издан на CD в 2005 на «Мистерии Звука».

## Концепция альбома
Как и на первом альбоме, исполнялись песни на стихи советских поэтов о коммунизме (музыку писали, как правило, сами участники проекта). В основу данного альбома легли стихи одного поэта — Сулеймана Стальского, в основном, гимны Сталину и Красной Армии.
Альбом отличается от остальных тем, что все участники «Коммунизма» принимали в нём равное участие. Оформление альбома — Егор Летов, использована работа Комара и Меламида «Рождение соцарта».

### Авторский комментарий
Из интервью «Открой и посмотри — концептуализъм внутри!»

Второй альбом «Сулейман Стальский» записан в марте 1988 г. (датируется 1937 г.)
и содержит песни и стихи на стихи исключительно одноименного автора. Вся музыка — Летов и К. Уо (смесь трэш-панка и авангардного пост-панка с использованием произведений эстрадных оркестров). Состав тот же.— Егор Летов и Кузя УО 1989 г. КонтрКультура № 1
«Официальная альбомография ГрОб-Records»

2. СУЛЕЙМАН СТАЛЬСКИЙ (1988). Записан в марте 88-го (первоначально датировался 87-м). Содержит песни и стихи на стихи исключительно одноимённого и замечательного во всех отношениях автора. Вся музыка — Я и Кузя Уо (смесь панка и трэш-пост-панка с авангардизмами и использованием произведений отдельных эстрадных оркестров). Состав тот же.— 10.09.90 — 10.11.90 Егор Летов
Из рецензии музыкального критика Максима Семеляка
На второй альбом была очень мрачная реакция, — вспоминает Летов. — Все ожидали, что смешно будет и собственно, настраивались на развеселый курьез, не более того. Нам тогда попался под руку сборник Сулеймана Стальского, это был такой идиотский поэт дагестанский. На тексты уже было решительно наплевать, мы просто экспериментировали с самой формой. Это, наверное, первая в истории нашей отечественной музыки запись такого рода, я даже не знаю, с чем сравнить. Это даже не пост-панк, а нечто из области того, над чем экспериментировали команды, типа ранних The Fall, Joy Division. Ну, наверное, Can. То есть, это такие полуатональные монотонные темы; грязный минимализм, доведенный до какого-то максимального антиэстетизма. Мне в этом смысле больше всего нравится «Красная армия»: ее надо долго играть и долго слушать. Вообще, в «Коммунизме» мне больше всего нравилось, что вещи не зависели от метража. Формата они не имели, можно было хоть двадцать минут играть, а это очень важно.

## Критика
Музыкальный критик Артемий Троицкий, относившийся к творчеству Летова крайне негативно, сообщил в интернет-передаче «Опыт Рока: Год за годом», что данный альбом ему очень понравился и является удачным по сравнению с другими летовскими работами.
В 88-м году вышел альбом «Коммунизма», я далеко не все слышал, но вот этот довольно забавный, называется «Сулейман Стальский». Нравится мне этот альбом по двум причинам. Во-первых — поскольку там нет лирики Егора Летова, которого я не большой поклонник, лирика там какого-то поэта, лауреата Сталинской премии Сулеймана Стальского, то есть так его на самом деле и звали, соответственно, такие коммунистические, патриотические стихи. Во-вторых, там довольно симпатичная музыка: музыка, которую, ну, я бы, скорее отнёс к такому моторному монотонному то ли краут-року, то ли дрон-року, во всяком случае это не обычный характерный для «Гражданской обороны» панк, а что-то такое более необычное.
Опыт рока: год за годом, год 1988 часть2
Рецензия музыкального критика Максима Семеляка:
Вообще, «Сулейман Стальский» — это одна из самых удачных пластинок «Коммунизма», поскольку в ней идеально был соблюден баланс между сумрачными гитарно-шумовыми опытами Летова, с одной стороны, и совершенно цирковым вокалом Кузьмы, с другой. То есть при всем своем демонстративно-экспериментальном характере, слушается альбом, что называется, запоем — особенно это касается композиции «Мерзавец»: «Сулейман Стальский» стал в некотором роде бенефисом Кузьмы — на это пластинке человек, именующий себя Уо, развил столь удивительную дикцию, что сложись обстоятельства по-другому, он мог бы, например, с успехом озвучивать детские сказки, выпускаемые фирмой «Мелодия». Впрочем, на момент записи «Сулеймана» пластинок с детскими сказками на «Мелодии» уже практически не записывали.

## Состав
- Кузя УО — гитары, басс, голос
- Егор Летов — гитары, ударные, голос
- Манагер — голос
- Все тексты, кроме 1 и 16 (И. Павленко) — Сулейман Стальский

## Список композиций
В песнях «Предисловие» и «Послесловие» использована композиция «You Are More Fine Than A Sunlight» (автор музыки Р. Катшер) в исполнении Оркестра Геральда Бантера.
В песне «Комсомолу» использована композиция «Laissez Faire» (автор музыки Г. Бантер) в исполнении Оркестра Геральда Бантера.
| №   | Название                                                                  | Текст песни        | Музыка               | Длительность |
| --- | ------------------------------------------------------------------------- | ------------------ | -------------------- | ------------ |
| 1.  | «Предисловие»                                                             | И. Павленко        | Р. Катшер            | 3:32         |
| 2.  | «Песня О Героях (Конникам, Участникам Пробега Вокруг Кавказского Хребта)» | Сулейман Стальский | Е. Летов             | 5:52         |
| 3.  | «Комсомолу»                                                               | Сулейман Стальский | Г. Бантер            | 4:42         |
| 4.  | «Слово О Сталинской Конституции»                                          | Сулейман Стальский | Е. Летов, К. Рябинов | 3:52         |
| 5.  | «Что К Чему»                                                              | Сулейман Стальский | -                    | 1:58         |
| 6.  | «Привет Вождю, Привет Солнцу»                                             | Сулейман Стальский | Е. Летов, К. Рябинов | 3:02         |
| 7.  | «По Поводу Поджога Колхозного Сена Кулаками»                              | Сулейман Стальский | Е. Летов, К. Рябинов | 4:51         |
| 8.  | «Октябрьские Стихи»                                                       | Сулейман Стальский | Е. Летов, К. Рябинов | 6:37         |
| 9.  | «Первомайское Послание»                                                   | Сулейман Стальский | Е. Летов, К. Рябинов | 0:55         |
| 10. | «Красная Армия / Товарищу Ворошилову»                                     | Сулейман Стальский | Е. Летов, К. Рябинов | 4:08         |
| 11. | «Ворошилов»                                                               | Сулейман Стальский | Е. Летов, К. Рябинов | 4:40         |
| 12. | «Песня О Товарище Сталине»                                                | Сулейман Стальский | Дж. Ласт             | 1:47         |

| №   | Название                         | Текст песни        | Музыка               | Длительность |
| --- | -------------------------------- | ------------------ | -------------------- | ------------ |
| 13. | «Горные Орлы»                    | Сулейман Стальский | Е. Летов, К. Рябинов | 3:02         |
| 14. | «Мерзавец»                       | Сулейман Стальский | Е. Летов, К. Рябинов | 5:43         |
| 15. | «Слово О Сталинской Конституции» | Сулейман Стальский | Е. Летов, К. Рябинов | 2:07         |
| 16. | «Послесловие»                    | И.Павленко         | Р. Катшер            | 3:13         |